# Prière du cœur
 (mars 2019).

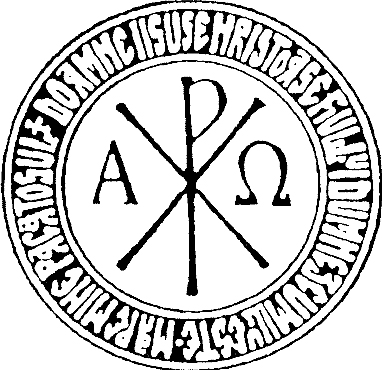
Christogramme entouré par la prière du cœur en roumain : Doamne Iisuse Hristoase, Fiul lui Dumnezeu, miluieşte-mă pe mine păcătosul, soit « Seigneur Jésus-Christ, Fils de Dieu, aie pitié de moi, pécheur ».

La prière du cœur, également appelée prière de Jésus ou encore prière d'une pensée unique, est une dévotion chrétienne d'invocation simple et courte du nom de Jésus qui peut ainsi être répétée en permanence, sans distraction de l'esprit. La forme et les mots exacts de cette prière peuvent varier mais ils doivent, idéalement, s’accorder au rythme de la respiration.
Cette prière revêt une importance particulière dans les Églises orientales chrétiennes, notamment celles qui sont regroupées dans l'orthodoxie. Elle y a été largement utilisée, enseignée et commentée tout au long de l'histoire. En sa simplicité, elle forme la clef de voûte de la pratique spirituelle et mystique de l'Église orthodoxe, dont la finalité est l'union à Dieu ou, selon la terminologie palamite, la participation de l'homme à la divinité.

## La prière du cœur

### Le texte de la prière, en grec, latin et  français
| Source en grec                                              | Traduction en latin                                     | Traduction courante en français                                |
| ----------------------------------------------------------- | ------------------------------------------------------- | -------------------------------------------------------------- |
| Κύριε Ἰησοῦ Χριστέ, Υἱὲ τοῦ Θεοῦ, ἐλέησον με τὸν ἀμαρτωλόν. | Domine Iesu Christe, Fili Dei, miserere mei peccatoris. | Seigneur Jésus Christ, Fils de Dieu, aie pitié de moi pécheur. |

### Généralités
Si les mots de cette prière peuvent varier, une forme simple en constitue le plus souvent l'armature. Il s'agit, en grec, de Kyrie Eleison, soit, selon une ancienne traduction largement utilisée en France, « Seigneur, prends pitié ». Dans l'Église orthodoxe, on traduira volontiers par « Seigneur, fais-nous miséricorde. » On en trouve une forme un peu plus développée, « Seigneur Jésus-Christ, Fils de Dieu, fais-moi miséricorde », ou encore « Seigneur Jésus Christ, Fils de Dieu, aie pitié de moi, pécheur. » Cette prière est la forme la plus usitée sur le mont Athos (haut lieu du monachisme orthodoxe) et dans la pratique de vie spirituelle connue sous le nom d'hésychasme.

#### Raisons d'un succès

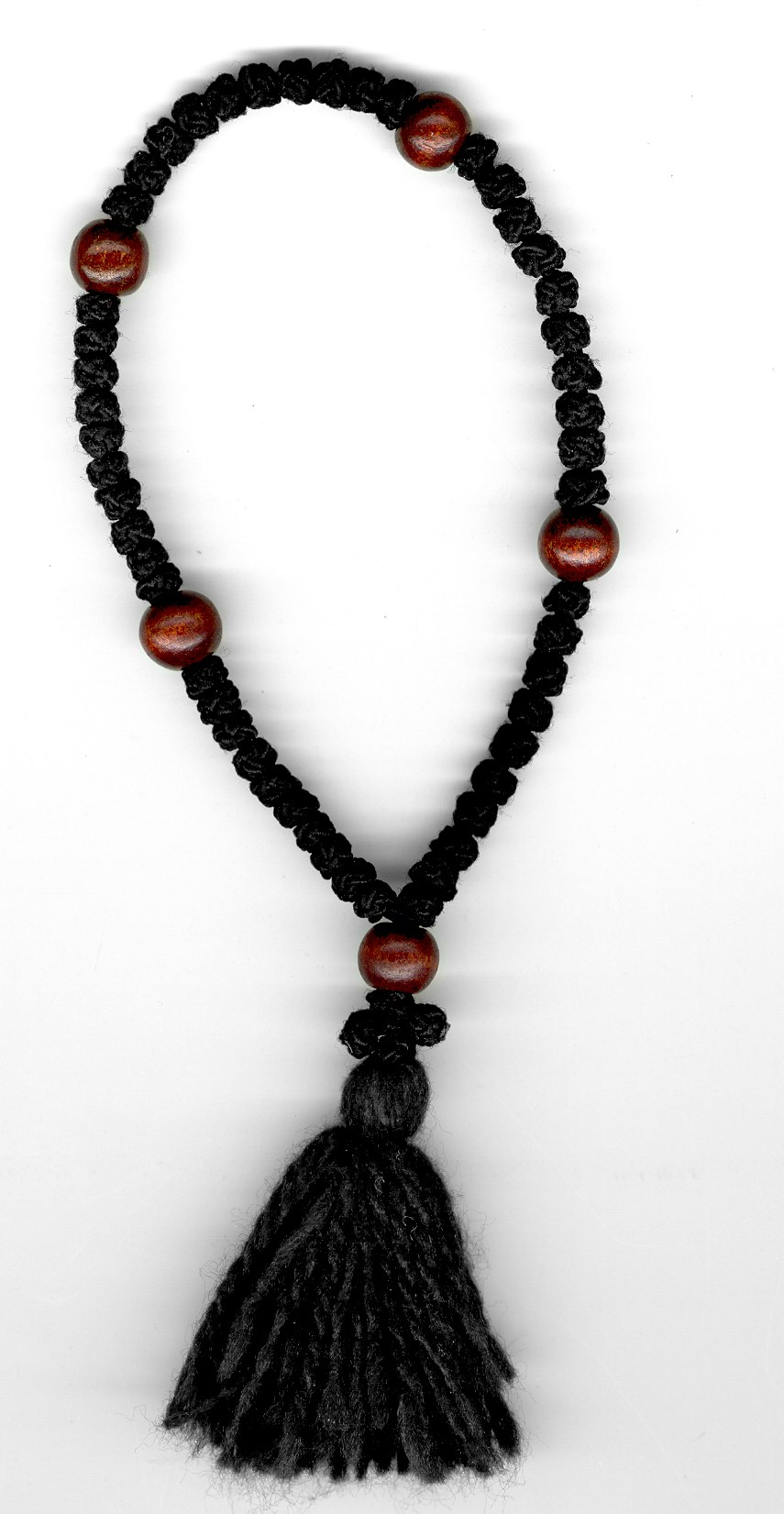
Chapelet des chrétiens orientaux, utilisé entre autres pour dire la prière du cœur.

Le succès de cette prière repose sur plusieurs éléments. Tout d'abord, elle est trinitaire : Jésus y est dit « Fils de Dieu » et « Christ », c'est-à-dire oint de l'Esprit saint. Ensuite, elle permet de concentrer son esprit sur le Nom de Jésus, car, dit saint Paul « 9. (...) Dieu l’a [le Christ] exalté : il l’a doté du Nom qui est au-dessus de tout nom, 10. afin qu’au nom de Jésus tout genou fléchisse au ciel, sur terre et aux enfers ». En outre, elle est la prière du publicain, donnée en exemple par Jésus-Christ dans la parabole du pharisien et du publicain. (Luc 18, 9-14). Dans cette parabole, le Christ présente en effet la « bonne manière » de prier. Car avec ses longues prières, le pharisien prie mal, d'autant qu'il se félicite devant Dieu de ne pas être pas un pécheur comme le publicain, lequel n'ose pas lever les yeux vers Dieu, plein d'humilité, se contentant de répéter : « Seigneur, fais-moi miséricorde, pécheur ». Le Christ conclut cette parabole en disant que le publicain rentre chez lui justifié et non pas le pharisien.

#### Une prière simple
La simplicité de cette prière a par ailleurs l'avantage d'éviter la distraction et de simplifier l'esprit afin de le concentrer sur la présence de Dieu. En ce sens la prière de Jésus est parfois décrite non comme un but, mais comme un chemin vers la prière pure, sans parole, dans le cœur à cœur avec Dieu. Elle peut en outre être accompagnée de prosternations (métanies) et de signes de croix, et on l'utilise comme un moyen pour trouver la contrition et pour imprégner profondément d'humilité le cœur le plus intérieur de la personne qui prie. L'un des fruits de cette prière doit être, selon une parole biblique célèbre, de transformer notre « cœur de pierre », en un « cœur de chair » sensible et ouvert à la grâce de l'amour divin. À la fin de la prière, on ajoute parfois ajoutés le mot « (le) pécheur » comme s'il n'en existait pas d'autre que l'orant.

### Dans le christianisme oriental
Elle est, pour les chrétiens orientaux, une des plus des prières les plus mystiques, et elle est souvent répétée, indéfiniment, comme pratique ascétique personnelle, et ce même par les laïcs. Car la spiritualité orthodoxe insiste sur l'appel à tout homme, laïc comme consacré, à la sanctification et l'union à Dieu. C'est ainsi qu'un des théologiens les plus importants du christianisme orthodoxe, saint Grégoire Palamas affirmait :

« Qu'on n'aille pas penser, frères chrétiens, que seuls les prêtres et les moines ont le devoir de prier continuellement, et non les laïcs. Non, non. Tous les chrétiens ont en commun le devoir de se trouver toujours en prière. »

Et selon l'archimandrite Sophrony
«  Le Nom de "Jésus " fut donné par révélation d’En-haut. Il provient de la sphère divine, éternelle, et n’est en aucune façon le produit de l’intelligence humaine, bien qu’il soit exprimé par un mot créé. La révélation est un acte, une énergie de la Divinité ; comme telle, elle appartient à un autre plan et transcende les énergies cosmiques. Dans sa gloire supraterrestre, le Nom de " Jésus " est métacosmique. Lorsque nous prononçons le Nom du Christ, lui demandant de se mettre en relation avec nous, lui qui remplit tout, il prête attention à nos paroles, et nous entrons en un contact vivant avec lui. Comme Logos éternel du Père, il demeure avec lui dans une unité indivisible, et ainsi Dieu le Père entre par son Verbe en relation avec nous. (…)  Le Nom de   "Jésus" signifie  "Dieu-Sauveur" (…) En priant par le Nom de Jésus-Christ, nous nous plaçons devant l’absolue plénitude et de l’Être premier incréé, et de l’être créé. Pour pouvoir pénétrer dans le domaine de cette plénitude de l’Être, nous devons le recevoir en nous de telle manière que sa vie devienne aussi la nôtre, et cela par l’invocation de son Nom en conformité avec son commandement. »

### Dans le catholicisme
On trouve aussi un certain nombre de textes catholiques sur ce sujet, mais la pratique de cette prière n'a jamais atteint le même degré de dévotion que dans les Églises orientales. La prière de l'ange de Fatima présente une version plus élaborée, reprise à la fin de chaque dizaine du chapelet : « Ô mon Jésus, pardonnez-nous nos péchés, préservez-nous du feu de l'Enfer, et conduisez au Ciel toutes les âmes, spécialement celles qui ont le plus besoin de votre sainte miséricorde. »
Dans sa lettre apostolique  Rosarium Virginis Mariae, qui vise à repréciser le caractère christologique et contemplatif  du rosaire, le pape Jean-Paul II établit une analogie entre la prière du rosaire et la prière du cœur.
Dans son audience générale du mercredi 9 juin 2021, le pape François vante cette prière « simple, mais très belle » pour persévérer dans la prière malgré le travail et les occupations quotidiennes.

## Dans la culture populaire
- Le roman Franny et Zooey de J. D. Salinger met en scène une jeune fille (Franny) qui rejette violemment le monde et son égoïsme, et cherche une forme d'hésychasme dans la prière du cœur.

#### Textes
- Anonyme, Récits d'un pèlerin russe, trad. de Jean Laloy, Seuil, coll. « Points/Sagesses » n° 14, 1978, 192 p.
- Anonyme, Les Récits d'un pèlerin russe, adaptation par Gleb Pokrovsky, trad. Gabriel-Raphaël Veyret, Albin Michel, coll. « Spiritualité vivante », 2013, 208 p.
- Petite Philocalie de la Prière du Cœur, traduite et présentée par Jean Gouillard, Cahiers du Sud, coll. « Documents spirituels »” n° 5, 1953. Rééd. Seuil, coll. « Points / Sagesses », 1979, 249 p.
- Amîn al-Kurdî al-Shafi'i al-Naqshbandî, « Une technique soufie de la prière du cœur », trad. de l'arabe par Michel Vâlsan (traduction anonyme), « Appendice » à la Petite Philocalie de la Prière du Cœur,  Seuil, coll. « Points / Sagesses », 1979, p. 234-248
- Higoumène Chariton de Valamo, (Présentation par l'Archimandrite Kallistos Ware), L'Art de la prière : Anthologie de textes spirituels sur la prière du cœur, Éd. Bellefontaine, 1976, 396 p.Réflexions et conseils pour approfondir la pratique de la prière du cœur, et ainsi toute la vie spirituelle, tirés notamment des écrits de Saint Théophane le Reclus (1815-1894) et Saint Ignace Briantchaninov (1807-1867).
- Diviniser l'homme. La voie des Pères de l'Église, Choix de textes établi et présenté par Henri-Pierre Rinckel, Paris, Pocket, 2008, 224 p.
- Philocalie des Pères neptiques, trad. Jacques Touraille, Présentation par Olivier Clément, Éd. Abbaye de Bellefontaine, 2004

#### Commentaires
- Alain Durel, La presqu'île interdite. Initiation au mont Athos, Albin Michel, 2010 (rééd. en poche, 2014), 256 p.Voir en particulier l'annexe sur la prière du cœur.

- Alphonse Goettmann et Rachel Goettmann (Préface par Monseigneur Kallistos Ware), Prière de Jésus : Prière du cœur, Éd. Albin Michel, coll. « Spiritualité vivante », 2000, 226 p.
- Ignace Briantchaninov (Saint), Approches de la prière de Jésus, Éd. Bellefontaine, 1983, 215 p.
- Lucien Coutu, La Méditation hésychaste. À la découverte d'une grande tradition de l'Orient, Éd. Fides, 1996, 236 p.

- Irina Gorainoff, Séraphim de Sarov, Desclée de Brouwer, 1979, rééd. Éd. du Cerf, 2019, 214 p., sous le titre Séraphim de Sarov, sa vie. Entretiens avec Motovilov et Instructions spirituelles
- Un moine de l'Église d'Orient (P. Lev Gillet), La Prière de Jésus. Sa genèse, son développements et sa pratique dans la tradition byzantino-slave, éd. Chevetogne; rééd. Seuil coll. « Livre de Vie », n° 122, 1974, 122 p. [présentation en ligne]
- Jacques Serr et Olivier Clément, La Prière du cœur, Éd. Bellefontaine, 1977, 98 p.
- Frederick Lauritzen, « Psellos commentary on Jesus Prayer », Orthodoxa, vol. 66 n° 1, 2021, p. 117-134
- Sophrony (Archimandrite), Starets Silouane, Moine du Mont-Athos (1866-1938). Vie, Doctrine, Écrits, Éd. Présence, 1973. Rééd. sous le titre Saint Silouane. Vie, Doctrine, Écrits, Éd. du Cerf, 2016, 512 p.
- Hiérothée Vlachos, Archimandrite, Entretiens avec un ermite de la sainte Montagne sur la prière du cœur, Seuil, coll. « Points/Sagesse », 1988, 182 p.